# Crimora (slak)
Crimora is een geslacht van weekdieren uit de klasse van de Gastropoda (slakken).

## Soorten
- Crimora coneja Er. Marcus, 1961
- Crimora edwardsi (Angas, 1864)
- Crimora lutea Baba, 1949
- Crimora multidigitalis (Burn, 1957)
- Crimora papillata Alder & Hancock, 1862